# Liste von Sprengstoffanschlägen im Jahr 2019
Die Liste von Sprengstoffanschlägen im Jahr 2019 erfasst Anschläge mit Sprengladungen und anderen Spreng- und Brandvorrichtungen gegen Einrichtungen und Ansammlungen von Menschen, die im Jahr 2019 passierten. Zu den Formen zählen unter anderem Auto- und Rucksackbomben. Siehe auch Liste von Anschlägen auf Verkehrsflugzeuge.

## Liste
| Datum    | Ereignis | Ort                          | Staat         | Tote     | Verletzte | Anmerkung, Quellen                                                                       |
| -------- | --- | ---------------------------- | ------------- | -------- | --------- | ---------------------------------------------------------------------------------------- |
| 8. Jan.  | Anschlag mit Motorradbombe auf Markt                                                                          | Chost                        | Afghanistan   | 2        | 23        | [ 1 ] [ 2 ] [ 3 ]                                                                        |
| 11. Jan. | Anschlag mit Autobombe auf Markt und Polizisten                                                               | al-Qa'im                     | Irak          | 2        | 25        | [ 4 ] [ 5 ]                                                                              |
| 14. Jan. | Selbstmordattentat mit Autobombe auf UNAMA-Anlage, Wohnviertel und Zivilisten                                 | Kabul                        | Afghanistan   | 4 (+1)   | 113       | [ 6 ] [ 7 ]                                                                              |
| 15. Jan. | Selbstmordattentat mit Granaten, Sturmgewehren und Sprengsätzen auf Hotelkomplex                              | Nairobi                      | Kenia         | 21 (+4)  | 28        | [ 8 ] [ 9 ]                                                                              |
| 17. Jan. | Selbstmordattentat mit Autobombe auf Polizeiakademie                                                          | Bogotá                       | Kolumbien     | 21 (+1)  | 67        | [ 10 ] [ 11 ]                                                                            |
| 18. Jan. | Anschlag mit Autobombe auf Milizgebäude                                                                       | Idlib                        | Syrien        | 11       | 20        | [ 12 ] [ 13 ]                                                                            |
| 21. Jan. | Selbstmordattentat mit Autobombe und Schusswaffen auf NDS-Stützpunkt                                          | Wardak                       | Afghanistan   | 126 (+3) | 54        | [ 14 ] [ 15 ] [ 16 ]                                                                     |
| 25. Jan. | Bombenanschlag auf Volleyballspiel                                                                            | Baglan                       | Afghanistan   | 1 (+4)   | 20        | [ 17 ] [ 18 ]                                                                            |
| 26. Jan. | Raketenangriff auf Flüchtlingslager                                                                           | Haddscha                     | Jemen         | 8        | 30        | [ 19 ] [ 20 ]                                                                            |
| 27. Jan. | Anschlag auf die Kathedrale von Jolo im Januar 2019                                                           | Jolo                         | Philippinen   | 22 (+2)  | 101       | [ 21 ] [ 22 ] [ 23 ]                                                                     |
| 28. Jan. | Anschlag mit Motorradbombe auf Markt, Restaurant und Zivilisten                                               | Mokka                        | Jemen         | 7        | 26        | [ 24 ] [ 25 ]                                                                            |
| 29. Jan. | Selbstmordattentat mit Schusswaffen und Granaten auf Polizeigebäude                                           | Belutschistan                | Pakistan      | 9 (+3)   | 21        | [ 26 ] [ 27 ]                                                                            |
| 13. Feb. | Selbstmordattentat mit Autobombe auf Militärbus                                                               | Sistan und Belutschistan     | Iran          | 27 (+1)  | 13        | [ 28 ] [ 29 ]                                                                            |
| 14. Feb. | Selbstmordattentat mit Autobombe auf Polizeikonvoi                                                            | Pulwama                      | Indien        | 40 (+1)  | 35        | [ 30 ] [ 31 ]                                                                            |
| 15. Feb. | Selbstmordattentat mit Autobombe und Schusswaffen auf Sicherheitsposten                                       | Kandahar                     | Afghanistan   | 32 (+1)  | 0         | [ 32 ]                                                                                   |
| 18. Feb. | Anschlag mit Motorrad- und Autobombe auf Zivilisten, Journalisten und Ersthelfer                              | Idlib                        | Syrien        | 24       | 51        | [ 33 ] [ 34 ] [ 35 ]                                                                     |
| 21. Feb. | Anschlag mit Autobomben auf Krankenhaus                                                                       | Afrin, Dscharabulus          | Syrien        | 1        | 20        | [ 36 ] [ 37 ]                                                                            |
| 21. Feb. | Anschlag mit Autobombe auf SDF-Konvoi und Arbeiter                                                            | Deir ez-Zor                  | Syrien        | 20       | 24        | [ 38 ] [ 39 ]                                                                            |
| 22. Feb. | Anschlag mit Raketen, Schusswaffen und Sprengstoff auf Dorf, Kaserne und Flughafen                            | Borno                        | Nigeria       | 1        | 23        | [ 40 ]                                                                                   |
| 24. Feb. | Raketenangriff auf Markt und Soldaten                                                                         | Saʿda                        | Jemen         | 12       | 60        | [ 41 ]                                                                                   |
| 28. Feb. | Selbstmordattentat mit 2 Autobomben, Schusswaffen und Granaten auf Hotel                                      | Mogadischu                   | Somalia       | 25 (+1)  | 131       | [ 42 ] [ 43 ] [ 44 ]                                                                     |
| 28. Feb. | Anschlag mit Autobombe auf Universität                                                                        | Mossul                       | Irak          | 4        | 26        | [ 45 ] [ 46 ]                                                                            |
| 1. Mrz.  | Selbstmordattentat mit Schuss- und Stichwaffen auf Militärstützpunkt                                          | Helmand                      | Afghanistan   | 26 (+9)  | 15        | [ 47 ] [ 48 ]                                                                            |
| 1. Mrz.  | Selbstmordattentat auf Restaurant                                                                             | Idlib                        | Syrien        | 7 (+1)   | 22        | [ 49 ] [ 50 ]                                                                            |
| 3. Mrz.  | Selbstmordattentat auf Kontrollpunkt und Soldaten                                                             | Hama                         | Syrien        | 20 (+5)  |           | [ 51 ] [ 52 ] [ 53 ]                                                                     |
| 6. Mrz.  | Anschlag mit Landmine auf Lastwagen und Bauern                                                                | Borno                        | Nigeria       | 5        | 20        | [ 54 ] [ 55 ]                                                                            |
| 7. Mrz.  | Mörserangriff auf schiitische Gedenkfeier                                                                     | Kabul                        | Afghanistan   | 11       | 95        | [ 56 ] [ 57 ]                                                                            |
| 7. Mrz.  | Granatenangriff auf Bushaltestelle                                                                            | Jammu                        | Indien        | 2        | 31        | [ 58 ] [ 59 ]                                                                            |
| 7. Mrz.  | Anschlag mit Flugabwehrraketen und Sturmgewehren auf Militärstützpunkt                                        | Diffa                        | Niger         | 7 (+27)  | 20 (+?)   | [ 60 ]                                                                                   |
| 13. Mrz. | Anschlag mit Landmine auf Markt                                                                               | Bay                          | Somalia       | 8        | 40        | [ 61 ] [ 62 ]                                                                            |
| 16. Mrz. | Anschlag mit Landmine auf Zivilisten                                                                          | Deir ez-Zor                  | Syrien        | 16       | 32        | [ 63 ]                                                                                   |
| 17. Mrz. | Sprengstoffanschlag auf Expresszug                                                                            | Belutschistan                | Pakistan      | 4        | 31        | [ 64 ]                                                                                   |
| 21. Mrz. | Schusswaffen- und Artillerieangriff auf Krankenhaus, Wohn- und Milizgebäude und AVK-Hauptquartier             | Taizz                        | Jemen         | 20       | 60        | [ 65 ] [ 66 ] [ 67 ] [ 68 ]                                                              |
| 21. Mrz. | Sprengstoffanschläge auf eine Moschee, ein Krankenhaus und einen Stromzähler                                  | Kabul                        | Afghanistan   | 15 (+5)  | 20        | [ 69 ]                                                                                   |
| 23. Mrz. | Anschlag in Mogadischu am 23. März 2019                                                                       | Mogadischu                   | Somalia       | 15 (+5)  | 20        | [ 70 ]                                                                                   |
| 23. Mrz. | Bombenanschlag auf Veranstaltung in Stadion                                                                   | Laschkar Gah                 | Afghanistan   | 5        | 48        | [ 71 ] [ 72 ]                                                                            |
| 23. Mrz. | Anschlag mit Giftgasgranaten auf Dorf                                                                         | Hama                         | Syrien        | 0        | 21        | [ 73 ]                                                                                   |
| 28. Mrz. | Anschlag mit Autobombe auf Restaurant                                                                         | Mogadischu                   | Somalia       | 15       | 20        | [ 74 ] [ 75 ]                                                                            |
| 1. Apr.  | Bombenanschlag auf Regierungsgebäude                                                                          | Bastia                       | Frankreich    | 0        | 0         |                                                                                          |
| 6. Apr.  | Selbstmordattentat auf Milizionäre und Zivilisten                                                             | Maiduguri                    | Nigeria       | 3 (+2)   | 45        | [ 76 ] [ 77 ] [ 78 ]                                                                     |
| 9. Apr.  | Selbstmordattentat auf Polizeistreife und Zivilisten                                                          | Schimal Sina                 | Ägypten       | 7 (+1)   | 26        | [ 79 ] [ 80 ]                                                                            |
| 12. Apr. | Selbstmordattentat auf Markt                                                                                  | Quetta                       | Pakistan      | 20 (+1)  | 48        | [ 81 ] [ 82 ]                                                                            |
| 13. Apr. | Anschlag mit Sprengstoff und Schusswaffen auf Kontrollpunkt und Zivilisten                                    | Kundus                       | Afghanistan   | 20 (+21) | 88 (+20)  | [ 83 ] [ 84 ]                                                                            |
| 16. Apr. | Raketenangriff auf Distrikte und Wohnviertel                                                                  | Tripolis                     | Libyen        | 6        | 35        | [ 85 ] [ 86 ] [ 87 ]                                                                     |
| 21. Apr. | Terroranschlag in Sri Lanka am Ostersonntag 2019                                                              | Batticaloa, Colombo, Negombo | Sri Lanka     | 259      | 500+      | [ 88 ]                                                                                   |
| 24. Apr. | Anschlag mit Autobombe auf HTS-Gebäude und Zivilisten                                                         | Idlib                        | Syrien        | 17       | 27        | [ 89 ]                                                                                   |
| 5. Mai   | Raketen- und Mörserangriffe                                                                                   |                              | Israel        | 19 (+10) | 270–400+  | [ 90 ]                                                                                   |
| 5. Mai   | Selbstmordattentat mit Autobombe und Schusswaffen auf Polizeihauptquartier und Zivilisten                     | Pol-e Chomri                 | Afghanistan   | 20 (+8)  | 60        | [ 91 ] [ 92 ]                                                                            |
| 8. Mai   | Selbstmordattentat auf Schrein und Polizeifahrzeug                                                            | Lahore                       | Pakistan      | 12 (+1)  | 25        | [ 93 ] [ 94 ]                                                                            |
| 8. Mai   | Selbstmordattentat mit Autobombe und Schusswaffen auf Counterpart-International-Büros                         | Kabul                        | Afghanistan   | 9 (+6)   | 20        | [ 95 ] [ 96 ]                                                                            |
| 10. Mai  | Anschlag mit Schusswaffen und Panzerfäusten auf Kontrollpunkte                                                | Badghis                      | Afghanistan   | 24 (+?)  | 11 (+?)   | [ 97 ] [ 98 ] [ 99 ]                                                                     |
| 13. Mai  | Anschlagsserie mit 3 Sprengsätzen                                                                             | Dschalalabad                 | Afghanistan   | 3        | 20        | [ 100 ] [ 101 ]                                                                          |
| 14. Mai  | Raketenangriff auf Flüchtlingslager                                                                           | Aleppo                       | Syrien        | 10       | 30        | [ 102 ] [ 103 ]                                                                          |
| 14. Mai  | Anschlag mit Schusswaffen und Sprengstoff auf Militärpatrouille                                               | Tondikiwindi                 | Niger         | 28       |           | [ 104 ] [ 105 ]                                                                          |
| 18. Mai  | Anschlag mit Motorradbombe auf Markt                                                                          | Herat                        | Afghanistan   | 5        | 21        | [ 106 ] [ 107 ]                                                                          |
| 18. Mai  | Anschlag mit 2 Autobomben auf Militärhauptquartier                                                            | ar-Raqqa                     | Syrien        | 20       |           | [ 108 ]                                                                                  |
| 19. Mai  | Granatenangriff auf Zivilisten                                                                                | Maroua                       | Kamerun       | 1        | 28        | [ 109 ]                                                                                  |
| 19. Mai  | Bombenanschlag auf Bus mit schiitischen Milizionären                                                          | Baladruz                     | Irak          | 7        | 26        | [ 110 ] [ 111 ]                                                                          |
| 22. Mai  | Selbstmordattentat mit Autobombe auf Kontrollpunkt und Regierungsmitarbeiter                                  | Mogadischu                   | Somalia       | 20 (+1)  | 32        | [ 112 ] [ 113 ]                                                                          |
| 24. Mai  | Bombenanschlag auf Moschee                                                                                    | Quetta                       | Pakistan      | 3        | 28        | [ 114 ] [ 115 ]                                                                          |
| 24. Mai  | Bombenanschlag auf Moschee                                                                                    | nahe Kabul                   | Afghanistan   | 4        | 20        | [ 116 ] [ 117 ]                                                                          |
| 24. Mai  | Bombenanschlag auf Bäckerei                                                                                   | Lyon                         | Frankreich    | 0        | 13        | [ 118 ] [ 119 ]                                                                          |
| 28. Mai  | Bombenanschlag auf Markt und Grenzpolizisten                                                                  | Pattani                      | Thailand      | 2        | 23        | [ 120 ] [ 121 ]                                                                          |
| 30. Mai  | Anschlag mit 4 Autobomben und Schusswaffen auf Polizeihauptquartier und Kontrollpunkt                         | Urusgan                      | Afghanistan   | 20 (+31) |           | [ 122 ]                                                                                  |
| 30. Mai  | Anschlagsserie mit 6 Sprengsätzen auf Einkaufszentren, ein Eiscafé und eine Metzgerei                         | Kirkuk                       | Irak          | 5        | 20        | [ 123 ] [ 124 ] [ 125 ] [ 126 ] [ 127 ]                                                  |
| 1. Jun.  | Selbstmordattentat mit Autobombe und Landmine auf Kontrollpunkt                                               | ar-Raqqa                     | Syrien        | 10 (+1)  | 20        | [ 128 ] [ 129 ] [ 130 ]                                                                  |
| 2. Jun.  | Sprengstoffanschläge auf Studenten in Bus und anschließend auf Ersthelfer, Sicherheitskräfte und Journalisten | Kabul                        | Afghanistan   | 2        | 27        | [ 131 ] [ 132 ] [ 133 ]                                                                  |
| 2. Jun.  | Selbstmordattentat mit Autobombe auf Markt und Moschee                                                        | Aʿzāz                        | Syrien        | 21 (+1)  | 45        | [ 134 ] [ 135 ]                                                                          |
| 6. Jun.  | Schusswaffen- und Artillerieangriff auf Soldaten                                                              | Hama                         | Syrien        | 21 (+14) |           | [ 136 ] [ 137 ] [ 138 ] [ 139 ]                                                          |
| 8. Jun.  | Selbstmordattentat mit Autobombe und Raketen auf Militärstellungen                                            | Hama                         | Syrien        | 37 (+28) |           | [ 140 ]                                                                                  |
| 9. Jun.  | Anschlag mit Schusswaffen und Raketenwerfer auf Militärstellungen, Soldaten und Zivilisten                    | Diamaré                      | Kamerun       | 37 (+64) | 9         | [ 141 ] [ 142 ]                                                                          |
| 12. Jun. | Raketenangriff auf den Abha International Airport                                                             | Abha                         | Saudi-Arabien | 0        | 26        | [ 143 ] [ 144 ]                                                                          |
| 15. Jun. | Selbstmordattentat mit Autobomben auf Parlamentsgebäude, Flughafen und Kontrollpunkte                         | Mogadischu                   | Somalia       | 11 (+1)  | 21 (+1)   | [ 145 ] [ 146 ] [ 147 ]                                                                  |
| 16. Jun. | Selbstmordattentat auf Public Viewing                                                                         | Borno                        | Nigeria       | 31 (+3)  | 41        | [ 148 ] [ 149 ]                                                                          |
| 21. Jun. | Selbstmordattentat auf Moschee                                                                                | Bagdad                       | Irak          | 10 (+1)  | 30        | [ 150 ] [ 151 ]                                                                          |
| 27. Jun. | Sprengstoffanschläge auf Busse                                                                                | Kirkuk                       | Irak          | 1        | 24        | [ 152 ]                                                                                  |
| 28. Jun. | Selbstmordattentat auf Militärhauptquartier und Zivilisten                                                    | Indanan                      | Philippinen   | 6 (+2)   | 22        | [ 153 ] [ 154 ]                                                                          |
| 30. Jun. | Selbstmordattentat mit 4 Autobomben auf Regierungsgebäude und Polizisten                                      | Kandahar                     | Afghanistan   | 19 (+21) | 27        | [ 155 ] [ 156 ]                                                                          |
| 1. Jul.  | Selbstmordattentat mit Autobombe und Schusswaffen auf Verteidigungsministerium                                | Kabul                        | Afghanistan   | 40 (+5)  | 105+      | [ 157 ] [ 158 ]                                                                          |
| 5. Jul.  | Mörser- und Raketenangriff auf Markt und Wohnviertel                                                          | Faryab                       | Afghanistan   | 14       | 36        | [ 159 ] [ 160 ]                                                                          |
| 5. Jul.  | Sprengstoffanschlag auf Moschee                                                                               | Ghazni                       | Afghanistan   | 2        | 20        | [ 161 ] [ 162 ]                                                                          |
| 7. Jul.  | Selbstmordattentat mit Autobombe auf NDS-Gebäude                                                              | Ghazni                       | Afghanistan   | 14 (+1)  | 180       | [ 163 ] [ 164 ] [ 165 ]                                                                  |
| 11. Jul. | Anschlag mit Autobombe auf Kontrollpunkt                                                                      | Afrin                        | Syrien        | 11       | 30        | [ 166 ] [ 167 ]                                                                          |
| 11. Jul. | Anschlag mit 2 Autobomben auf Beerdigung                                                                      | Bengasi                      | Libyen        | 4        | 33        | [ 168 ] [ 169 ]                                                                          |
| 12. Jul. | Selbstmordattentat auf Hochzeit                                                                               | Nangarhar                    | Afghanistan   | 9 (+1)   | 40        | [ 170 ] [ 171 ]                                                                          |
| 12. Jul. | Selbstmordattentat mit Autobombe und Schusswaffen auf Hotel                                                   | Kismaayo                     | Somalia       | 26 (+4)  | 56        | [ 172 ] [ 173 ]                                                                          |
| 15. Jul. | Lastwagen fährt über Sprengsatz                                                                               | Kunduz                       | Afghanistan   | 11       | 35        | [ 174 ] [ 175 ]                                                                          |
| 18. Jul. | Selbstmordattentat mit 2 Autobomben und Schusswaffen auf Polizeihauptquartier                                 | Kandahar                     | Afghanistan   | 12 (+4)  | 89        | [ 176 ] [ 177 ] [ 178 ]                                                                  |
| 19. Jul. | Selbstmordattentäter auf Universität                                                                          | Kabul                        | Afghanistan   | 8 (+1)   | 33        | [ 179 ] [ 180 ]                                                                          |
| 19. Jul. | Selbstmordattentat mit Schusswaffen auf Krankenhaus und Kontrollpunkt                                         | Khyber Pakhtunkhwa           | Pakistan      | 9 (+1)   | 30        | [ 181 ] [ 182 ]                                                                          |
| 22. Jul. | Selbstmordattentat mit Autobombe auf den Flughafen Mogadischu                                                 | Mogadischu                   | Somalia       | 16 (+1)  | 28        | [ 183 ] [ 184 ]                                                                          |
| 22. Jul. | Mörserangriff auf Wohnviertel                                                                                 | Aleppo                       | Syrien        | 7        | 20        | [ 185 ] [ 186 ]                                                                          |
| 25. Jul. | Selbstmordattentat mit Schusswaffen auf Flüchtlingslager und Milizionäre                                      | Borno                        | Nigeria       | 2 (+1)   | 24        | [ 187 ]                                                                                  |
| 25. Jul. | Selbstmordattentat mit Autobombe, Motorradbombe und Haftmine auf Bergbauministerium und NATO-Konvoi           | Kabul                        | Afghanistan   | 11 (+2)  | 45        | [ 188 ] [ 189 ] [ 190 ]                                                                  |
| 25. Jul. | Selbstmordattentat mit Autobomben auf Bezirksverwaltungsgebäude, Polizeihauptquartier und Soldaten            | Ghazni                       | Afghanistan   | 7 (+2)   | 30        | [ 191 ] [ 192 ]                                                                          |
| 28. Jul. | Selbstmordattentat mit Autobombe und Schusswaffen auf Wahlkampfbüro und Amrullah Saleh                        | Kabul                        | Afghanistan   | 20 (+4)  | 50        | [ 193 ] [ 194 ]                                                                          |
| 30. Jul. | Anschlag mit Motorradbombe auf Polizeistation                                                                 | Quetta                       | Pakistan      | 5        | 34        | [ 195 ] [ 196 ]                                                                          |
| 30. Jul. | Anschlag mit Motorradbombe auf Zivilisten                                                                     | Kandahar                     | Afghanistan   | 3        | 23        | [ 197 ]                                                                                  |
| 31. Jul. | Sprengstoffanschläge auf Bus, Militärfahrzeug, Soldaten und Zivilisten                                        | Farah                        | Afghanistan   | 41       | 31        | [ 198 ] [ 199 ] [ 200 ]                                                                  |
| 1. Aug.  | Selbstmordattentate mit Auto- und Motorradbomben, Drohne und Rakete auf Militärparade und Polizeistation      | Aden                         | Jemen         | 51       | 56        | [ 201 ] [ 202 ] [ 203 ] [ 204 ]                                                          |
| 5. Aug.  | Selbstmordattentat mit Autobombe auf Krebsforschungsinstitut                                                  | Kairo                        | Ägypten       | 20 (+1)  | 49        | [ 205 ] [ 206 ]                                                                          |
| 5. Aug.  | Anschlag mit Motorradbombe auf Hazara-Zivilisten                                                              | Herat                        | Afghanistan   | 4        | 30        | [ 207 ] [ 208 ]                                                                          |
| 7. Aug.  | Terroranschlag in Kabul am 7. August 2019                                                                     | Kabul                        | Afghanistan   | 14 (+1)  | 145       | [ 209 ] [ 210 ]                                                                          |
| 16. Aug. | Sprengstoffanschlag auf Moschee                                                                               | Quetta                       | Pakistan      | 5        | 20        | [ 211 ] [ 212 ]                                                                          |
| 17. Aug. | Selbstmordattentat auf Hochzeitsfeier                                                                         | Kabul                        | Afghanistan   | 92 (+1)  | 142       | [ 213 ] [ 214 ] [ 215 ]                                                                  |
| 19. Aug. | Anschlagsserie mit 10 Sprengsätzen                                                                            | Dschalalabad                 | Afghanistan   | 0        | 123       | [ 216 ] [ 217 ] [ 218 ] [ 219 ] [ 220 ] [ 221 ] [ 222 ] [ 223 ] [ 224 ] [ 225 ]          |
| 23. Sep. | Anschlag mit Motorradbombe auf Markt                                                                          | Diyala                       | Irak          | 4        | 39        | [ 226 ] [ 227 ]                                                                          |
| 2. Sep.  | Selbstmordattentat mit Autobombe und Schusswaffen auf das „Green Village“                                     | Kabul                        | Afghanistan   | 16 (+6)  | 119       | [ 228 ] [ 229 ]                                                                          |
| 3. Sep.  | Anschlag mit Landmine auf Bus mit Zivilisten                                                                  | Mopti                        | Mali          | 14       | 24        | [ 230 ] [ 231 ]                                                                          |
| 5. Sep.  | Selbstmordattentat mit Autobombe auf Kontrollpunkt und NATO-Soldaten                                          | Kabul                        | Afghanistan   | 12 (+1)  | 40+       | [ 232 ] [ 233 ]                                                                          |
| 9. Sep.  | Ein ziviles Fahrzeug fährt über eine USBV                                                                     | Centre-Nord                  | Burkina Faso  | 15       |           | [ 234 ]                                                                                  |
| 13. Sep. | Anschlag mit Autobombe auf Milizgebäude                                                                       | Afrin                        | Syrien        | 0        | 25        | [ 235 ] [ 236 ]                                                                          |
| 15. Sep. | Anschlag mit Autobombe auf Krankenhaus                                                                        | Aleppo                       | Syrien        | 12       | 24        | [ 237 ]                                                                                  |
| 17. Sep. | Selbstmordattentat mit Motorradbombe auf Wahlkampfveranstaltung von Aschraf Ghani                             | Tscharikar                   | Afghanistan   | 26 (+1)  | 42        | [ 238 ] [ 239 ]                                                                          |
| 17. Sep. | Selbstmordattentat auf Verteidigungsministerium                                                               | Kabul                        | Afghanistan   | 22 (+1)  | 38        | [ 238 ] [ 240 ]                                                                          |
| 19. Sep. | Selbstmordattentat mit Autobombe auf Krankenhaus und NDS-Gebäude                                              | Qalati Ghilji                | Afghanistan   | 39 (+1)  | 140       | [ 241 ] [ 242 ]                                                                          |
| 19. Sep. | Sprengstoffanschlag auf Passagierbus und Militärkonvoi                                                        | Hadramaut                    | Jemen         | 10       | 32        | [ 243 ] [ 244 ]                                                                          |
| 28. Sep. | Artillerieangriff auf Soldaten                                                                                | Hama                         | Syrien        | 26       |           | [ 245 ]                                                                                  |
| 7. Okt.  | Anschlag mit Autobombe auf Militärrekruten                                                                    | Dschalalabad                 | Afghanistan   | 10       | 27        | [ 246 ] [ 247 ]                                                                          |
| 9. Okt.  | Anschlag mit Schusswaffen und Sprengsätzen auf Synagoge und Schnellimbiss                                     | Halle (Saale)                | Deutschland   | 2        | 2 (+1)    |                                                                                          |
| 10. Okt. | Anschlag mit Raketen und Mörser auf Distrikte und Dörfer                                                      | Mardin, Şanlıurfa            | Türkei        | 5        | 68        | [ 248 ] [ 249 ] [ 250 ] [ 251 ]                                                          |
| 11. Okt. | Mörserangriff auf Distrikt und Wohngebäude                                                                    | Mardin, Şanlıurfa            | Türkei        | 11       | 36        | [ 252 ] [ 253 ]                                                                          |
| 16. Okt. | Selbstmordattentat mit Autobombe auf Polizeihauptquartier                                                     | Laghman                      | Afghanistan   | 2 (+1)   | 36        | [ 254 ] [ 255 ]                                                                          |
| 18. Okt. | Selbstmordattentat auf Moschee                                                                                | Nangarhar                    | Afghanistan   | 73 (+1)  | 30        | [ 256 ] [ 257 ]                                                                          |
| 20. Okt. | Raketenangriff auf Militärkonvoi                                                                              | Zabul                        | Afghanistan   | 3        | 20        | [ 258 ]                                                                                  |
| 25. Okt. | Selbstmordattentat auf NDS-Konvoi                                                                             | Zabul                        | Afghanistan   | 5 (+1)   | 21        | [ 259 ]                                                                                  |
| 28. Okt. | Granatenangriff auf Bushaltestelle                                                                            | Sopore                       | Indien        | 0        | 20        | [ 260 ] [ 261 ]                                                                          |
| 30. Okt. | Anschlag mit Autobombe auf Markt                                                                              | Tall Abyad                   | Syrien        | 8        | 30        | [ 262 ]                                                                                  |
| 1. Nov.  | Schusswaffen- und Artillerieangriff auf Militärstützpunkt                                                     | Ménaka                       | Mali          | 54       | 3         | [ 263 ] [ 264 ]                                                                          |
| 2. Nov.  | Anschlag mit Autobombe auf Markt                                                                              | Tall Abyad                   | Syrien        | 13       | 30+       | [ 265 ] [ 266 ]                                                                          |
| 4. Nov.  | Granatenangriff auf Markt und Polizisten                                                                      | Srinagar                     | Indien        | 2        | 34        | [ 267 ]                                                                                  |
| 6. Nov.  | Anschlag mit Landmine und Schusswaffen auf Buskonvoi, Minenarbeiter und Militärfahrzeuge                      | Fada N’Gourma                | Burkina Faso  | 37+      | 64        | [ 268 ] [ 269 ]                                                                          |
| 10. Nov. | Anschlag mit Autobombe auf Dorf                                                                               | Suluk                        | Syrien        | 8        | 20        | [ 270 ]                                                                                  |
| 10. Nov. | Granatenangriff auf Polizisten                                                                                | Bagdad                       | Irak          | 0        | 48        | [ 271 ]                                                                                  |
| 11. Nov. | Anschlag mit 2 Autobomben und Motorradbombe auf Markt und Hotel                                               | Qamischli                    | Syrien        | 6        | 21        | [ 272 ] [ 273 ] [ 274 ]                                                                  |
| 11. Nov. | Selbstmordattentat mit Landminen und Schusswaffen auf Soldaten                                                | Eastern Samar                | Philippinen   | 6 (+1)   | 20        | [ 275 ]                                                                                  |
| 13. Nov. | Selbstmordattentat mit Autobombe auf kanadischen Sicherheitskonvoi                                            | Kabul                        | Afghanistan   | 12 (+1)  | 20        | [ 276 ] [ 277 ]                                                                          |
| 15. Nov. | Sprengstoffanschlag auf Demonstration                                                                         | Bagdad                       | Irak          | 6        | 40        | [ 278 ] [ 279 ]                                                                          |
| 16. Nov. | Anschlag mit Autobomben auf Bushaltestelle und Taxistand                                                      | al-Bab                       | Syrien        | 19       | 50        | [ 280 ] [ 281 ]                                                                          |
| 21. Nov. | Mörserangriff auf Wohnviertel                                                                                 | Aleppo                       | Syrien        | 7        | 31        | [ 282 ] [ 283 ] [ 284 ] [ 285 ]                                                          |
| 23. Nov. | Anschlag mit Autobomben auf Stadtzentrum                                                                      | Tall Abyad                   | Syrien        | 3        | 22        | [ 286 ] [ 287 ]                                                                          |
| 26. Nov. | Anschlag mit Autobomben auf Dorf                                                                              | Tell Halaf                   | Syrien        | 17       | 20        | [ 288 ]                                                                                  |
| 9. Dez.  | Mörserangriff auf Polizeihauptquartier und Wohngebäude                                                        | Kundus                       | Afghanistan   | 5        | 25        | [ 289 ] [ 290 ]                                                                          |
| 9. Dez.  | Schusswaffen- und Mörserangriff auf Militärstützpunkt                                                         | Inatès                       | Niger         | 71 (+57) | 12        | [ 291 ] [ 292 ]                                                                          |
| 10. Dez. | Anschlag mit Schusswaffen und Rohrbombe auf koscheres Lebensmittelgeschäft                                    | Jersey City                  | USA           | 4 (+2)   | 3         | [ 293 ] [ 294 ]                                                                          |
| 11. Dez. | Selbstmordattentat mit Autobomben und Schusswaffen auf die Bagram Air Base                                    | Bagram                       | Afghanistan   | 2 (+7)   | 76        | [ 295 ] [ 296 ]                                                                          |
| 21. Dez. | Selbstmordattentat mit Autobombe auf Hotel und Zivilisten                                                     | Mogadischu                   | Somalia       | 7 (+1)   | 21        | [ 297 ]                                                                                  |
| 23. Dez. | Anschlag mit Autobombe auf Kleinstadt                                                                         | Suluk                        | Syrien        | 5        | 20        | [ 298 ]                                                                                  |
| 24. Dez. | Selbstmordattentat mit Autobombe und Schusswaffen auf Militärstützpunkt, Dorf und Soldaten                    | Aribinda                     | Burkina Faso  | 35 (+80) | 26        | [ 299 ] [ 300 ] [ 301 ]                                                                  |
| 28. Dez. | Anschlag in Mogadischu am 28. Dezember 2019                                                                   | Mogadischu                   | Somalia       | 83 (+1)  | 148       | Selbstmordattentat mit Autobombe auf Kontrollpunkt, Universität und türkische Ingenieure |
| 29. Dez. | Raketenangriff auf Militärparade und Zivilisten                                                               | ad-Dāliʿ                     | Jemen         | 7        | 25        | [ 303 ]                                                                                  |